# Раппен
Раппен (рапп) (нем. rappen, rapen) — первоначально тип пфеннига тёмного цвета, чеканившегося в XIV веке в области Верхнего Рейна. В дальнейшем раппенами назывались верхнерейнские пфенниги, выпускавшиеся основанным в 1403 году Раппенским монетным союзом. Раппен союза был равен двум пфеннигам.
В Швейцарии раппены чеканились различными кантонами до середины XIX века. Так, например, 100 раппенам были равны франк Ааргау, базельский франк, бернский франк и др. Во франкоговорящих кантонах аналогичные монеты назывались «рапп» (фр. rappe, rapp). 100 раппам был равен, например, франк Во.
С введением общей валюты (швейцарского франка), пришедшей на смену валютам кантонов, «раппен» — название разменной денежной единицы (1⁄100 франка) на немецком языке. На ретороманском языке та же единица называется «рап» (rap), на французском — «сантим» (centime), на итальянском — «чентезимо» (centesimo). При этом на монетах в раппенах номинал указывается только цифрами, без указания названия денежной единицы.
В настоящее время в Швейцарии в обращении находятся монеты в 5, 10 и 20 раппенов. Монеты в 1 раппен изъяты из обращения 1 января 2007 года, 2 раппена — 1 января 1978 года.

## Галерея
- 1 раппен 1942 года
- 1 раппен 1995 года
- 2 раппена 1942 года
- 5 раппенов 1874 года
- 5 раппенов 1995 года
- 10 раппенов 1932 года
- 20 раппенов 1859 года
- 20 раппенов 1995 года